# 405 (số)
405 (bốn trăm linh năm) là một số tự nhiên ngay sau 404 và ngay trước 406.